# That Was Yesterday
That Was Yesterday är en låt av det amerikansk-brittiska rockbandet Foreigner. Den utgavs 1985 som andra singel från deras femte studioalbum Agent Provocateur. Singeln nådde plats 12 på Billboard Hot 100 och plats 4 på Billboard Album Rock Tracks.

## Låtlista

### Singel
| 1. | "That Was Yesterday" | 3:45 |

| 1. | "Two Different Worlds" | 4:32 |

### Maxisingel
| 1. | "That Was Yesterday" (Extended Version) | 6:23 |

| 1. | "Two Different Worlds"                    | 4:32 |
| 2. | "That Was Yesterday" (Orchestral Version) | 3:27 |

## Medverkande
- Lou Gramm – sång, slagverk
- Mick Jones – gitarr, bakgrundssång, keyboards, synthesizer, elbas
- Rick Wills – elbas, bakgrundssång
- Dennis Elliott – trummor